# Lester Peak (Antarktika)
Lester Peak ist ein eisfreier Gipfel südlich des Hyde-Gletschers in den Edson Hills in der westantarktischen Heritage Range.
Der Berg wurde von United States Geological Survey im Rahmen der Erfassung der Gegend in den Jahren 1961–1966 durch Vermessungen vor Ort und Luftaufnahmen der United States Navy kartografiert. Das Advisory Committee on Antarctic Names benannte ihn 1966 nach Lester A. Johnson, der 1958 als Meteorologe auf der amerikanischen Forschungsstation Little America V gearbeitet hatte.